# روبين دوز
روبين دوز (بالإنجليزية: Robyn Dawes)‏ هو عالم نفس أمريكي، ولد في 23 يوليو 1936 في بيتسبرغ في الولايات المتحدة، وتوفي في 14 ديسمبر 2010.